# Мицухиро, Хидака
Мицухиро Хидака (яп. 日高 光啓 Mitsuhiro Hidaka) — японский рэпер, певец, актёр, танцор и участник J-pop группы «ААА». В группе он занимает позицию рэпера, а также пишет тексты песен. Также он участник хип-хоп трио «Mother Ninja». В 2013 году дебютировал как сольный артист под псевдонимом SKY-HI.

## Биография
Родился 12 декабря 1986 года в Тибе, Префектура Тиба, Япония.

### До дебюта
С детства Хидака мечтал стать футболистом, но из-за врожденных нарушений слуха вынужден был отказаться от своей мечты. Учился в Университете Васэда, где ученики начальной школы учились игре на фортепиано до старших классов. В шестом классе начальной школы он занял первое место в общенациональном японском экзамене. В средней школе, вдохновившись RHYMESTER, начал читать рэп.

### 2005 - 2012
Дебютировал как участник японской группы AAA с дебютном синглом "BLOOD on FIRE" и в то же время начал деятельность как соло-артист под псевдонимом SKY-H. Группа получала популярность благодаря разнообразию своих треков, каждый релиз звучит по-новому и полностью отличается от предыдущего. Состоял на подтанцовке у Ами Судзуки вместе с Такахиро Нисидзима, Наоя Урата и Сюта Суэёси. Также, в это время Мицухиро выступал в клубах Токио и участвовал в рэп-баттлах без поддержки лейбла. В 2006 прослушав альбомы SEEDA, KEN THE 390 и TARO SOUL, решил продолжить свою рэп-деятельность на сцене вместе с AAA, продолжал выступать в клубах и участвовать в рэп-баттлах, но при согласовании и поддержки лейбла Avex Trax. Псевдоним SKY-HI был дан Мицухиро от ULTRA NANIWATIC MC'S, что означает «infinite possibilities as high as the sky». 11 мая 2006 SKY-HI становится участником трио Mother Ninja. В 2007 году AAA впервые выступили за рубежом на аниме-конвенте Otakon в США. В течение года группа выпустила альбомы "All" (начало 2007 года) и "Around" (сентябрь). В марте 2008 вышел четвертый альбом группы "Attack All Around", а позже, в июле, мини-альбом "Choice is Yours". Хидака принял участие в написании рэп-партий и лирики. Выход альбома "depArture" в 2009. После выхода альбома, песня "Aitai Riyuu" стала хитом в чартах и продажах, также как и "Heart and Soul". С 2010 года группа участвует в предновогоднем музыкальном телефестивале «Кохаку ута гассэн» на NHK. Выход фильма «Saying good-bye, oneday», где Мицухиро появился вместе с Такахиро Нисидзима. В августе 2011 Мицухиро сотрудничал с хип-хоп сайтом Amebreak; суть проекта заключалась в том, чтобы каждый месяц создавались треки с различными рэперами. В 2012 Хидака положил начало сольной деятельности и победил в "WOOFI'N AWARD 2012" в номинации "Лучший рэпер".

### 2013 - 2019
Долгожданный сольный дебют, первый сольный тур по Японии (Фукуока, Осака, Нагоя, Токио) с диджеем и танцорами. Выпуск синглов "Ai Bloom" и "Rule". Участвовал в ROCK IN JAPAN FESTIVAL. В 2014 выход первого альбома "TRICKSTER" и сингла "Smile Drop", а так же победа в номинации "MTV VMAJ 2014 BEST HIP HOP VIDEO". В 2015 завершил общенациональный тур "Ride my Limo", который посетило около 10 тысячи человек. В качестве дополнительных выступлений в декабре 2015 "ZEPP tour" был проведен в трех главных городах. Выход синглов "Limo", "Kamitsure Velvet", "Seaside Bound", "Enter the Dungeon". В январе 2016 выпустил второй альбом "Catalysis". Первый холл-тур в поддержку альбома "SKY-HI HALL TOUR 2016 ~ Let's find Mr.Liberty" проходил с февраля в 7 городах Японии, был успешно завершен с полной продажей всех билетов. Этот тур представил имя SKY-HI в музыкальной индустрии. Выпуск синглов "Iris Light", "Chronograph", "Nanairo Holiday", "Double Down". После успешного тура SKY-HI был приглашен на многие крупные музыкальные фестивали. В январе 2017 вышел третий альбом "OLIVE", тур "SKY-HI HALL TOUR 2017 -WELIVE-" в поддержку альбома был проведен в 13 городах (в целом 15 концертов), 2 и 3 мая был проведен двухдневный специальный концерт в Nippon Budo Kan. В альбоме "OLIVE" был указан пароль и логин от твиттера для фанатов, но позже аккаунт был взломан и удален. 16 марта Хидака стал послом Adidas Originals by Italia Independent. Так же, после выхода видео キョウボウザイ на его ютуб-канале, Мицухиро был обвинен в анти-японских понятий, но он отрицает это. 11 июля участвовал в веб-продвижении Pepsi Cola с темой детской песни "Momotaro". 14 августа на своем канале выпустил ремикс на песню Shape of You, 19 августа ремикс на песню 1-800-273-8255. В середине 2018 записал рэп к японской версии Чёрной пантеры. Совместная песня вместе с Южно-корейским рэпером Reddy. С октября 2017 проводил мировой тур (Шанхай, Тайвань, Гонконг, Лос-Анджелес, Нью-Йорк, Париж, Лондон, а также Япония. 12 декабря 2018, в свой день рождения, выпустил альбом "Japrison".

## Личная жизнь
По слухам с 2016 встречается с клавишницей японской группы "Silent Siren" Юкако Куросака. Это было ни опровергнуто, ни подтверждено.

## Появление

### Фильмы
- Saying good-bye, oneday (2010)

### Радио
- ACT A FOOL!! (диджей)

## Дискография

### Студийные альбомы
| Название               | Детали альбома                                                                   | Положение в чартах | Положение в чартах | Продажи |
| Название               | Детали альбома                                                                   | JPN Oricon         | JPN Billboard      | Продажи |
| ---------------------- | -------------------------------------------------------------------------------- | ------------------ | ------------------ | ------- |
| Trickster              | - Released: March 12, 2014 - Label: Avex Trax - Formats: CD, digital download    | 19                 | N/A                |         |
| Catharsis (カタルシス) | - Released: January 20, 2016 - Label: Avex Trax - Formats: CD, digital download  | 5                  | 7                  |         |
| Olive                  | - Released: January 18, 2017 - Label: Avex Trax - Formats: CD, digital download  | 8                  | 10                 |         |
| Japrison               | - Released: December 12, 2018 - Label: Avex Trax - Formats: CD, digital download | 7                  | 8                  |         |

### Сборные альбомы
| Заголовок                                                                             | Детали альбом                                                                 | Положение в чартах | Положение в чартах | Продажи |
| Заголовок                                                                             | Детали альбом                                                                 | JPN Oricon         | JPN Billboard      | Продажи |
| ------------------------------------------------------------------------------------- | ----------------------------------------------------------------------------- | ------------------ | ------------------ | ------- |
| Best Catalyst: Collaboration Best Album (ベストカタリスト -Collaboration Best Album-) | - Released: March 21, 2018 - Label: Avex Trax - Formats: CD, digital download | 11                 | 22                 |         |

### Синглы
| Заголовок                                                       | Год  | Положение в чартах | Положение в чартах | Продажи | Альбом |
| Заголовок                                                       | Год  | JPN Oricon         | JPN Billboard      | Продажи | Альбом |
| --------------------------------------------------------------- | ---- | ------------------ | ------------------ | ------- | ------ |
| "Ai Bloom" (愛ブルーム, "Love Bloom")                           | 2013 | 22                 | 34                 |         |        |
| "Rule"                                                          | 2013 | 22                 | —                  |         |        |
| "Smile Drop" (スマイルドロップ)                                 | 2014 | 16                 | 41                 |         |        |
| Limo                                                            | 2015 | —                  | —                  |         |        |
| "Kamitsure Velvet" (カミツレベルベット, Chamomile Velvet)       | 2015 | 12                 | 31                 |         |        |
| "Seaside Bound"                                                 | 2015 | 11                 | 20                 |         |        |
| "Enter the Dungeon"                                             | 2015 | —                  | —                  |         |        |
| "Iris Light" (アイリスライト)                                   | 2016 | 2                  | 13                 |         |        |
| "Chronograph" (クロノグラフ)                                    | 2016 | 15                 | 22                 |         |        |
| "Nanairo Holiday" (ナナイロホリデー, "Rainbow Holiday")         | 2016 | 17                 | 19                 |         |        |
| "Double Down"                                                   | 2016 | 15                 | 45                 |         |        |
| "Silly Game"                                                    | 2017 | 9                  | 42                 |         |        |
| "Rapsta" (with SALU)                                            | 2017 | —                  | —                  |         |        |
| "Time Traveling" (タイムトラベリング) (with Czecho No Republic) | 2017 | 42                 | 57                 |         |        |
| "Marble"                                                        | 2017 | —                  | —                  |         |        |
| "Snatchaway"                                                    | 2018 | 10                 | 20                 |         |        |
| "Diver's High"                                                  | 2018 | 10                 | —                  |         |        |